# Hésiode
Œuvres principales
- Théogonie
- Les Travaux et les Jours

Hésiode (en grec ancien Ἡσίοδος / Hêsíodos, en latin Hesiodus) est un poète grec qui aurait vécu à la fin du VIIIe ou au début du VIIe siècle av. J.-C.

## Biographie
Les seuls faits authentiquement connus sur Hésiode sont les événements consignés dans ses poèmes. À trois reprises dans Les Travaux et les Jours, il donne quelques éléments biographiques. Il faut y ajouter quelques vers de la Théogonie.
Hésiode serait né à Ascra, bourg de Béotie situé sur le territoire de la cité de Thespies. Son père venait de Cymé en Éolide, contrée d’Asie Mineure située entre l’Ionie et la Troade. La tradition lui donne le nom de Dios, mais cela s’explique par une interprétation fautive du passage « Πέρση, δῖον γένος / Pérsê, dĩon génos » comprise comme « Persès, fils de Dios » au lieu de « Persès, noble fils ». Il y possédait une petite entreprise de cabotage, qui le ruina. Il traversa donc la mer et se fixa à Ascra où il acheta un lopin de terre, au pied du mont Hélicon. Il y épousa Pycimède, avec qui il eut deux fils : Hésiode et Persès.
Ascra était un endroit pauvre. Hésiode le décrit comme un « bourg maudit, méchant l’hiver, dur l’été, jamais agréable. » Au moment du partage de l’héritage de son père, il eut un grave différend avec son frère Persès, ce qui entraîna un procès. Les « rois » de Thespies donnèrent raison à Persès. Celui-ci ne fit pas prospérer son bien qui périclita, ce qui le conduisit à quémander auprès de son frère, qui le repoussa. Furieux, Persès menaça Hésiode d’un autre procès, dont l’objet nous est inconnu.
Pour amener son frère Pérsę (Πέρσῃ:"Pillard") à la sagesse, à la vie saine et à une bonne gestion de ses biens, Hésiode composa à son intention le poème Les Travaux et les Jours, ouvrage dont la partie didactique est axée autour de deux vérités morales : le travail est la grande loi de l’humanité ; celui qui travaille peut vivre décemment. Cet ouvrage fut écrit dans un contexte de crise agraire et de vagues de colonisation des Grecs à la recherche de nouvelles terres. Hésiode espérait résoudre le différend à l’amiable ; nous ignorons s’il réussit ou non.

« […] de même tu devrais attendre que le temps favorable à la navigation soit arrivé [août]. Là, tu peux haler ton bateau à la mer, puis y arrimer la cargaison de manière sécuritaire car, tu ambitionnes de revenir au domaine avec quelque profit. Ainsi que notre père, grand benêt de Pérsę, qui avait l’habitude de filer en bateaux par désœuvrement à défaut d’un vrai moyen de subsistance. Un jour, il échoua ici après avoir réussi la traversée en pleine mer, ayant délaissé Kymen l’Éolienne pour prendre le large sur un bateau sombre, fuyant non l’opulence, les richesses, ou le bonheur. Non, il fuyait l’indigence déshonorante que Zeùs [prononcé Zdéous] donne aux maris [ἄνδρεσσι]. Or, il s'installa aux abords de l’Elikônos, dans une colonie affligée par le malheur, nommée Áskrę. Un trou stérile l’hiver, et difficile l’été. Jamais agréable. »

— Hésiode, Les Œuvres Opportunes, v. 630-640, trad. Steve Girard
Parallèlement à ses activités agraires, Hésiode était un aède, l'équivalent des bardes bretons ou des troubadours et trouvères médiévaux et d'autres auteurs plus tardifs, etc, composant leurs poésies chantées pour un auditoire. À Chalcis en Eubée, il participa au concours de poésie organisé par les fils d'Amphidamas pour célébrer les funérailles de leur père. Il l'emporta grâce à un poème célébrant l’agriculture et la paix, et reçut un trépied en récompense. Il le dédia alors aux Muses de l'Hélicon. Il mourut à Ascra. Quand le village fut détruit par les Thespiens, ses habitants se réfugièrent à Orchomène. Aristote témoigne dans sa Constitution d'Orchomène que, à la suite d'un oracle, les habitants de la cité recueillirent les cendres du poète et les placèrent au centre de leur agora, au côté du tombeau de Minyas, héros éponyme de la cité. Ainsi en firent-ils leur fondateur (œciste).
Hésiode s'est dépeint lui-même dans ses ouvrages comme partisan d’une existence sédentaire, observateur de la tempérance et de la justice, religieux jusqu'à la superstition, n’ambitionnant point la faveur des rois et se contentant de se rendre utile à ses concitoyens, à qui il prêchait la morale avec de beaux vers. Il est le créateur de la poésie didactique. Après sa mort, des statues furent érigées à Thespies, à Olympie ou encore sur l’Hélicon. Ses poèmes, chantés par les rhapsodes, devinrent très populaires et acquirent une grande renommée.
Hésiode a inspiré de nombreux poètes, parmi lesquels Virgile (dans ses Géorgiques), Caton l'Ancien (dans son De agri cultura) et Lucrèce.
Des écrits anciens nous livrent également des renseignements sur Hésiode, parmi lesquels on peut citer :
- le traité intitulé Dispute d'Homère et d'Hésiode, tournoi poétique entre Homère et d’Hésiode (en grec Ἀγών / Agốn) ;
- la Vie d’Hésiode du grammairien byzantin Jean Tzétzès ;
- l’article Hésiode de la Souda ;
- deux passages de Pausanias (IX, 31, 3-6 et 38, 3-4) et quelques allusions éparses ;
- un passage de Plutarque, dans les Moralia, 162 b.

L'ensemble est réuni dans les Vitæ Homeri et Hesiodi de Ulrich von Wilamowitz (Bonn, 1916).

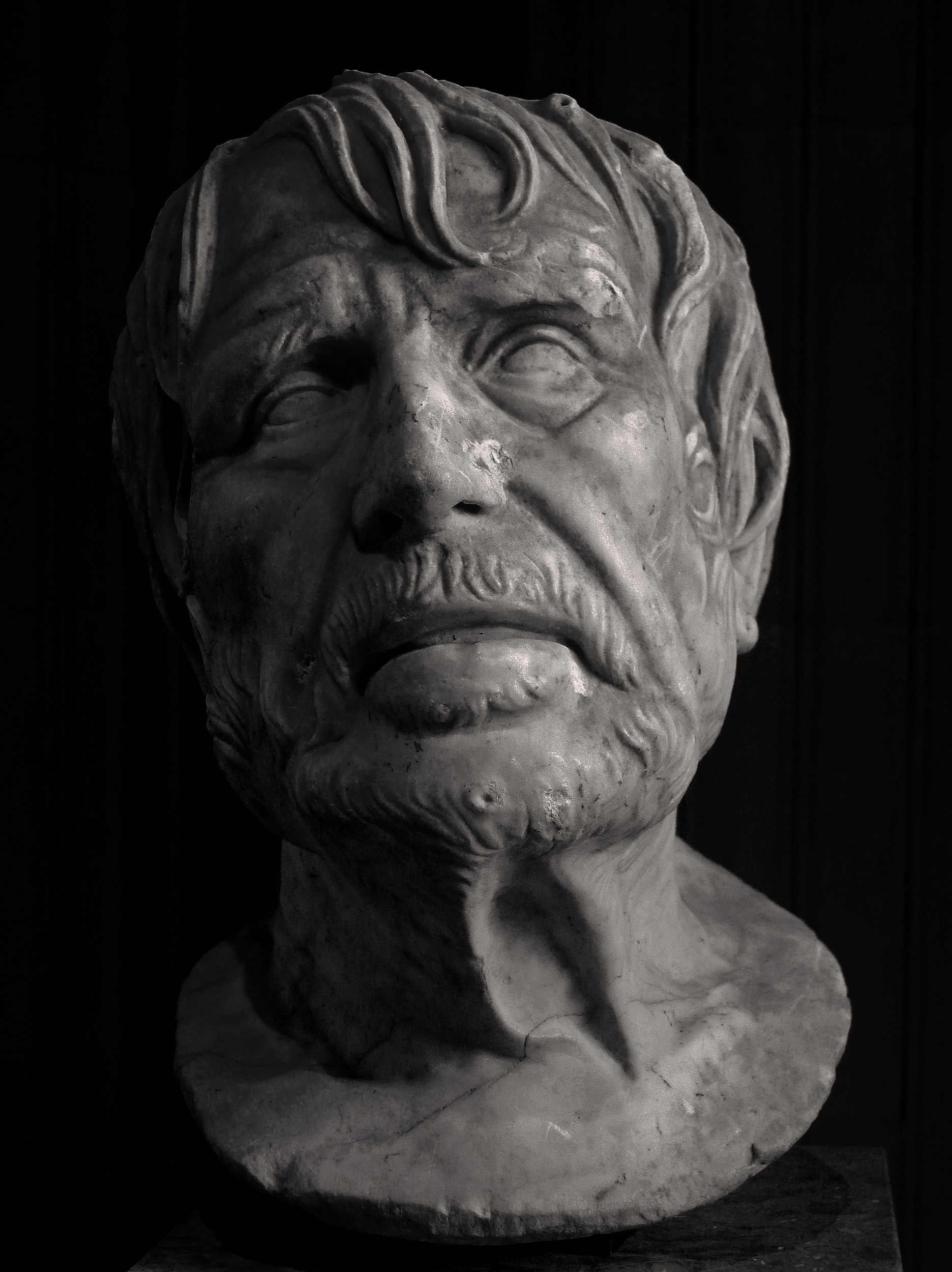
Portrait supposé d'Hésiode - Musée du Louvre.

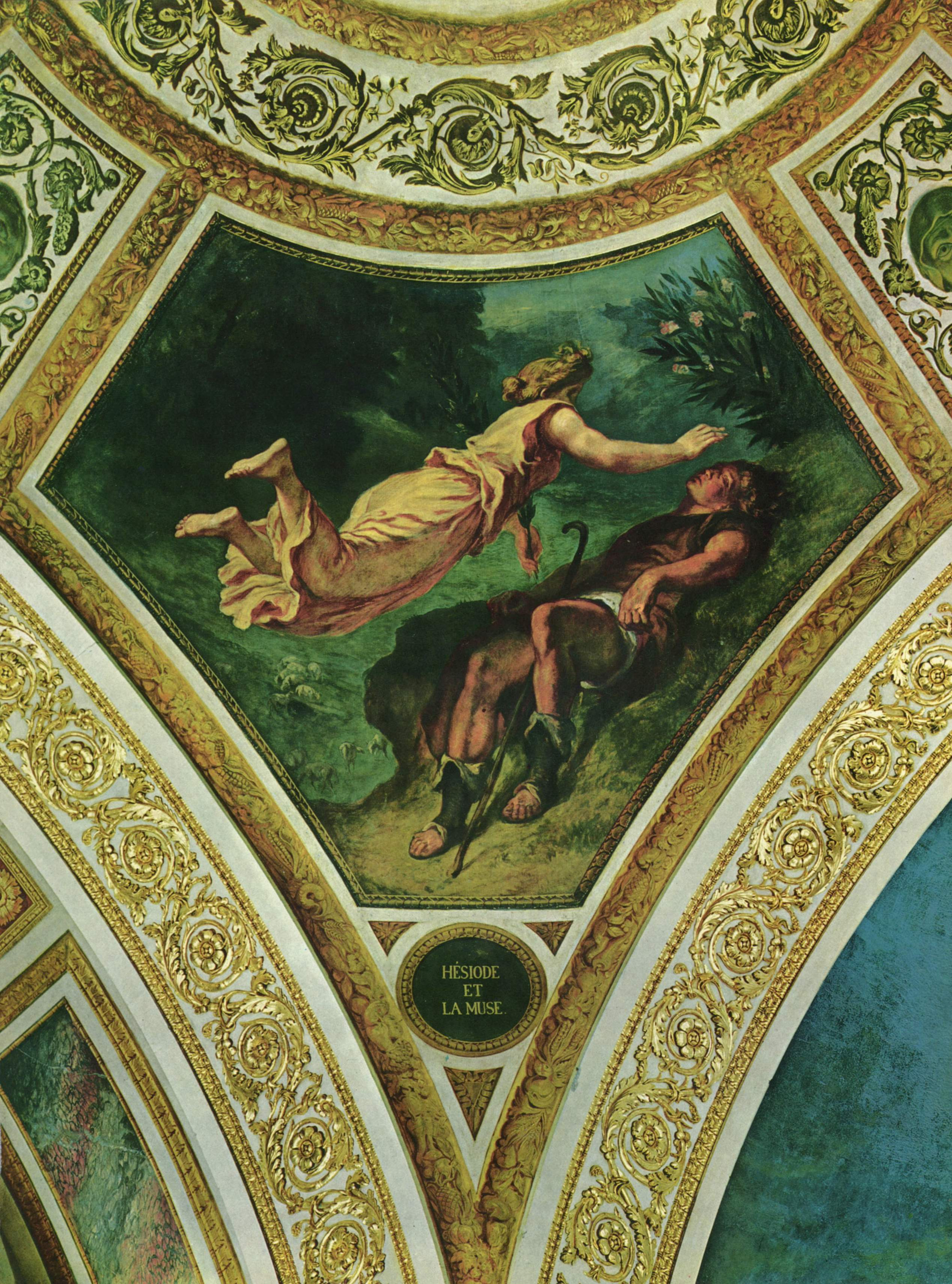
Hésiode et la Muse, par Delacroix, coupole du Palais Bourbon, 2e moitié du XIXe siècle.

L’Agốn ou « Dispute d'Homère et d'Hésiode » est une sorte de livre scolaire remontant au IIe siècle de l'ère chrétienne, mais dont le contenu est beaucoup plus ancien (Aristophane en cite des vers dans la Paix, en 421 av. J.-C.). Il narre un tournoi opposant Homère à Hésiode, et a pour objectif de répondre à la question s'il faut préférer la poésie didactique ou la poésie épique. Au terme du tournoi, Hésiode l’emporte sur l’avis du roi, parce qu’il célèbre la paix et non la guerre. Hésiode remporte un trépied qu’il consacre aux Muses, dans une sorte de calque du tournoi de Chalcis.
Plutarque de Chéronée, la Souda et Jean Tzétzès racontent la mort d’Hésiode en des termes concordants. Voulant dédier aux Muses le trépied gagné à Chalcis, il se rendit auprès de l’oracle de Delphes, où la Pythie lui fit une prédiction : « Heureux ce mortel qui visite ma demeure, cet Hésiode que chérissent les Muses immortelles ! Sa gloire s'étendra aussi loin que les rayons de l’aurore. Mais redoute le bois fameux de Zeus. C'est là que le destin a marqué le terme de ta vie ».
Hésiode, pensant que la prédiction désignait le temple de Zeus Néméen sur le site d’Olympie, s’éloigna du Péloponnèse et s’établit à Oinoé, ville de la Locride ozolienne. Il y vécut longtemps, prit femme et eut un fils. Plutarque rapporte qu’un jour, alors qu’il séjournait chez un hôte avec un certain Milésios, celui-ci viola la fille de son hôte durant la nuit. Hésiode fut accusé du crime et tué par les frères de la victime. Ce qu’Hésiode avait ignoré, c’est que le lieu de ces événements, une région boisée près de la mer, était consacré à Zeus Néméen. Son corps fut jeté à la mer — la prophétie se réalisait.
Il convient de noter que chez Tzétzès, c’est Hésiode lui-même qui est le séducteur. Quoi qu’il en soit, le cadavre fut sauvé de la submersion par une troupe de dauphins qui le portèrent jusqu’au golfe de Corinthe, où les Locriens célébraient la fête d’Ariane. Ils recueillirent le corps et pourchassèrent les meurtriers. Hésiode fut enterré sur le mont Néméion, en un endroit gardé secret par les habitants de Naupacte, de peur que ceux d’Orchomène ne leur enlèvent les cendres. Cette histoire porte les marques de la légende : l’oracle mal compris qui se réalise, l’intervention de dauphins, le tombeau caché. Il est certain qu’elle fut élaborée dans le cadre d’une rivalité entre Naupacte et Orchomène. De plus, la même légende nomme le fils d’Hésiode et de la Locrienne séduite : il n'est autre que Stésichore, grand poète lyrique…

## Œuvres
Hésiode est connu pour sa réécriture des mythes dans ses œuvres, la Théogonie et les Travaux et les Jours, sur lesquels il a longuement réfléchi. Il met ainsi les trois puissances principales : Gaïa, Nyx et Éros, au début du récit (sans préciser si elles naissent au début ou non), en plus de Chaos, l'état originel mais indifférencié du monde. Auparavant, il existait une version de ces mythes qui différaient selon les régions en Grèce. La refondation d'Hésiode, si elle n’a pas éliminé les textes contradictoires (l’Odyssée), s’est imposée comme le meilleur récit des origines pour les Grecs anciens. Il est même considéré comme le meilleur poète face à Homère dans le Certamen au IVe siècle par Alcidamas, puis repris au IIe siècle par un compilateur - une œuvre qui le présente en situation de rivalité poétique avec Homère ; Homère emporte les suffrages du public par sa virtuosité, mais le prix est finalement accordé à Hésiode, qui a choisi de chanter l'harmonie des hommes et des saisons, quand Homère avait choisi un sujet guerrier. Hésiode tire son inspiration de multiples sources : son père cabotait en Asie, il a donc dû avoir des échos des mythes babyloniens. S’il repense le mythe, il le fait cependant dans la logique du mythe,.

### Attributions classiques

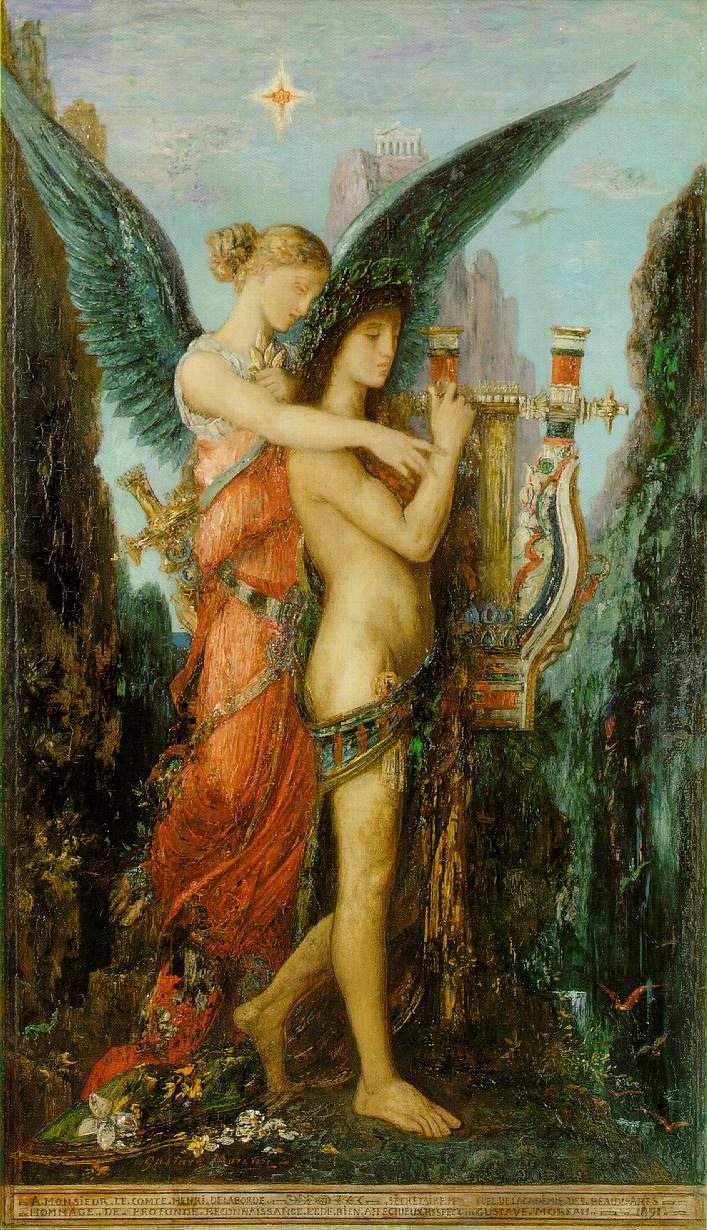
Hésiode et une Muse, par Gustave Moreau (1891).

La première édition ancienne que nous ayons conservée par les papyrus n’attribue à Hésiode que trois œuvres.
- La Théogonie (Θεογονία / Theogonía) : généalogie des dieux, dans laquelle il présente la multitude des dieux célébrés par les mythes grecs où trois générations divines se succèdent : celle d’Ouranos, celle de Cronos, celle de Zeus qui sort triomphant[15]. À cette généalogie divine s’ajoute une cosmogonie qui retrace la création du monde à partir du Chaos. Cet ouvrage constitue le plus ancien poème religieux grec.
- Les Travaux et les Jours (Ἔργα καὶ Ἡμέραι / Erga kaì Hêmérai[16]) : Hésiode raconte l’histoire de Prométhée et de Pandore, les cinq races successives de l’humanité (or, argent, bronze, race des héros puis fer), la fable du faucon et du rossignol (le faucon représentant le roi, et le rossignol le poète) et enfin la vision de deux cités, celle du droit, du respect, Δίκη / Dicé, et la cité opposée,  Ὕϐρις / Hýbris, la méchanceté, le crime, identifiés comme « la démesure » (l'ordre cosmique étant par essence la mesure). Il donne une description des travaux agricoles sur les terres arides de son pays natal et il se présente comme un calendrier précis de l’année d’un agriculteur en incluant des conseils sur l’agriculture : outils, soins des animaux, cultures, entre autres. Une section décrivant la rigueur de l’hiver dans les montagnes de Grèce est particulièrement remarquable (v. 635-640[17]). Il termine le récit en prédisant qu’à la fin, l'homme de droit devient riche, tandis que celui de méchanceté perd tout. Hésiode est le prophète de la race de fer, qu’il fait succéder à la race des Héros.

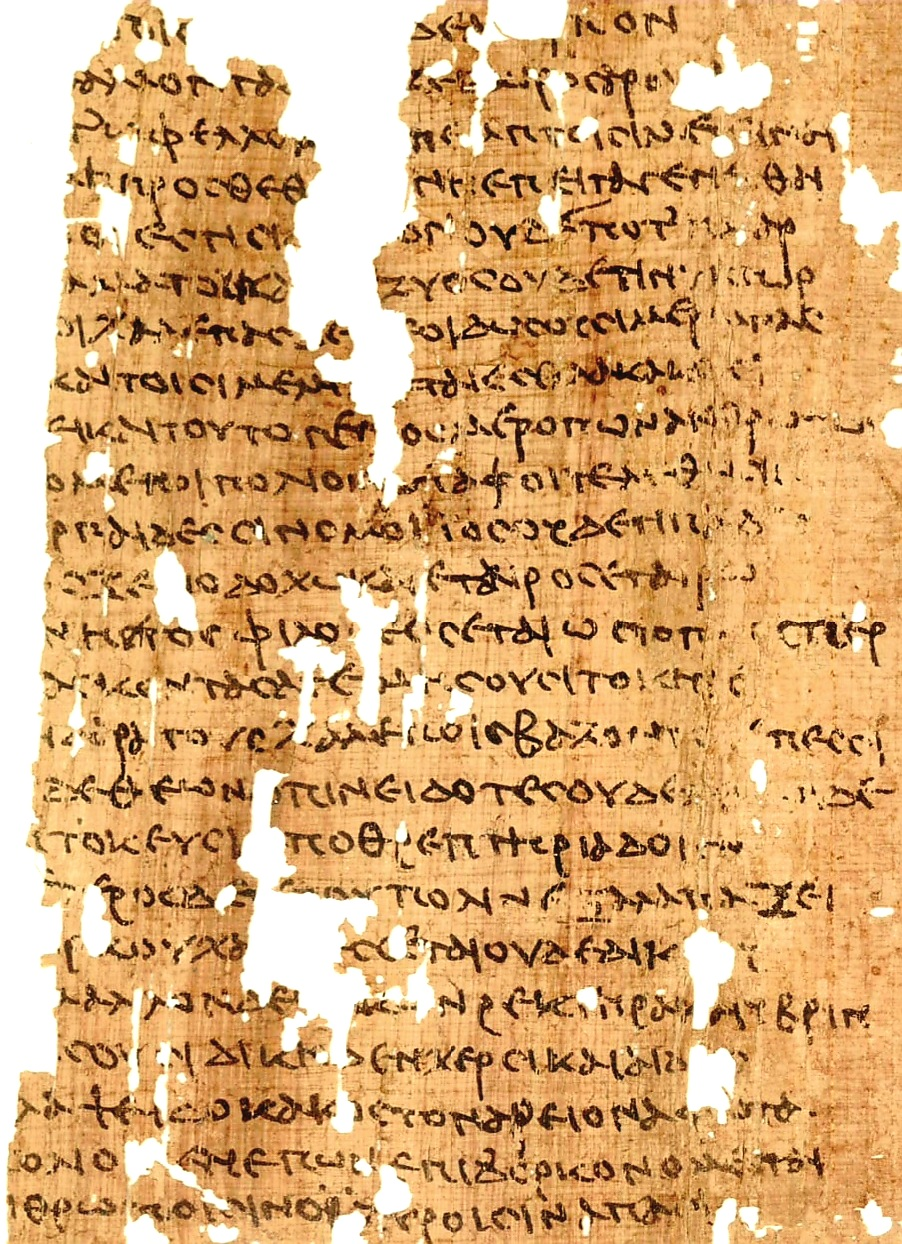
Papyrus d'Oxyrhynque 3223.01.a (Université d'Oxford), 2ᵉsiècle av. J.-C., avec les vers (fragments) 172-195 des Œuvres Opportunes

- Le Bouclier d'Héraclès (Ἀσπὶς Ἡρακλέους / Aspìs Hêrakléous) : inspiré de la description du bouclier d’Achille dans l'Iliade. Son attribution à Hésiode est contestée, ou partiellement contestée[19].

### Autres attributions

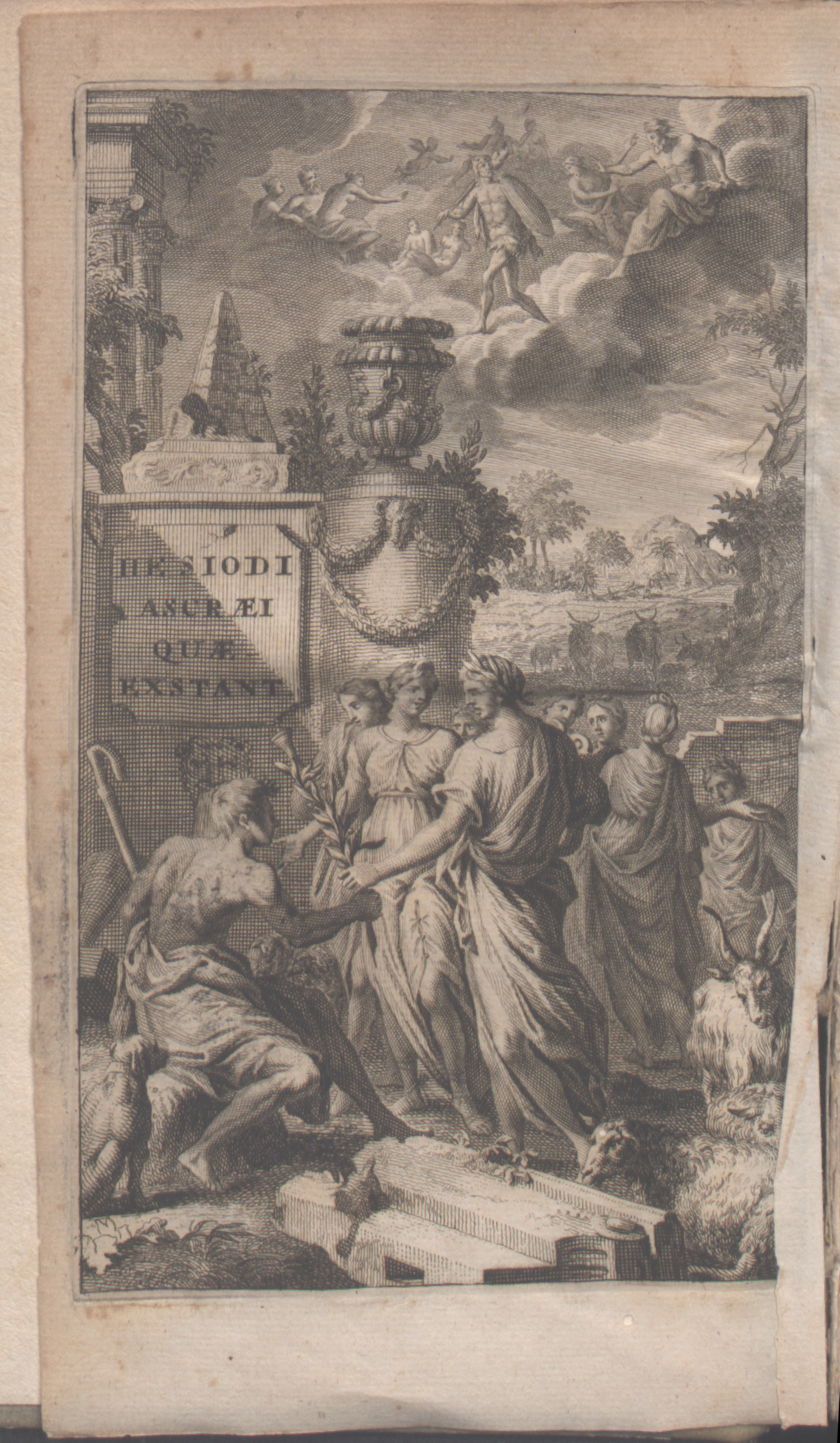
Hesiodi Ascraei quæ exstant, « Les œuvres d'Hésiode d'Ascra qui subsistent ». Frontispice de 1701.

L'Antiquité a également attribué à Hésiode une multitude d’autres œuvres de manière plus ou moins fantaisiste. Ces œuvres sont aujourd'hui généralement éditées à part sous le nom de « Pseudo-Hésiode » ou de « Corpus hésiodique ». On trouve parmi elles :
- Le Catalogue des femmes ou les Éhées (Ἢ οἷαι / Ê hoiai, « ou telles femmes… », formule de transition classique dans une narration), dont sont tirés les 54 premiers vers du Bouclier ;
- Les Grands Travaux et les Grandes Éhées, dont le rapport avec les Travaux et les Éhées reste incertain ;
- L'Ornithomantie, la Mélampodie (sur les devins Mélampous, Calchas et Tirésias), Explications de prodiges, Astronomie, des poèmes sur l'art de la divination ;
- Les Leçons de Chiron, un poème didactique ;
- Les Dactyles de l’Ida, sur les premiers métallurgistes ;
- Les Noces de Céyx ;
- La Descente aux Enfers de Pirithoos ;
- Aigimios, épopée sur un roi dorien.